# Philon de Mégare
Pour les articles homonymes, voir Philon.
Philon de Mégare, surnommé le Dialecticien, était un philosophe et logicien dialecticien de l'École mégarique (IVe siècle av. J.-C.). Sa dispute avec son maître Diodore Cronos est restée célèbre dans l'Histoire.

## Vie
Philon était disciple de Diodore Cronos, et ami de Zénon de Kition. Par son appartenance à l'école mégarique, il fait partie des socratiques.

## Philosophie
Philon débattit avec son maître Diodore à propos du concept de possibilité subjective. Son argumentation portait sur trois points principaux : 
- le mouvement,
- le possible,
- les propositions hypothétiques.

Concernant les choses du possible, les avis de Philon sont similaires à ceux d'Aristote ; Philon et Diodore partageaient l'avis qu'il n'y a pas que ce qui est et ce qui sera de possible. Le stoïcien Chrysippe de Soles les a tous deux vainement attaqués, critiquant surtout Diodore.
Il prouvait l'impossibilité du mouvement en considérant qu'un corps ne peut se mouvoir ni dans l'espace où il est, car il le remplit tout entier, ni dans celui où il n'est pas, car on ne peut rien faire ni rien subir là où l'on n'est pas. Diodore soutenait, contre Aristote, que rien n'est possible que ce qui doit nécessairement arriver. Pour justifier cette thèse, Diodore avait inventé un argument appelé le dominateur (ὁ κυριεύων λόγος), le plus beau sophisme que l'Antiquité ait connu, et qu'Épictète, longtemps après, admirait encore : 
« Rien d'impossible disait-il, ne peut résulter du possible (pas plus que de l'être ne peut sortir le non-être). Or, il est impossible qu'un événement passé soit autre qu'il n'est. Mais si un événement, à un moment quelconque, eût été possible, de ce possible il serait résulté quelque chose d'impossible ; il n'était donc pas possible. Il est donc absolument impossible que quelque chose arrive, hormis ce qui arrive réellement. »
Chrysippe fit de grands efforts pour résoudre ce sophisme, et de son propre aveu n'y parvint pas. Il tenta aussi de combattre la théorie de Diodore en affirmant la possibilité des futurs contingents afin de faire une place à la liberté. Diodore soutint enfin, contre Philon, que les propositions hypothétiques (importantes dans la logique stoïcienne), ne sont vraies que si la proposition finale n'a jamais pu et ne pourra jamais être fausse. Sous ses apparences sophistiques, et avec une subtilité qui fait penser à Zénon d'Élée, un de ses prédécesseurs, Diodore Cronos a posé et discuté avec profondeur quelques-uns des plus graves problèmes de la philosophie. Les renseignements que nous avons sur lui sont trop peu nombreux pour nous permettre de porter un jugement équitable sur son œuvre.

## Sources
- Robert Muller, Les mégariques. Fragments et témoignages. Paris, J. Vrin, 1985.